# Vaubecourt
Vaubecourt est une commune française située dans le département de la Meuse, en Lorraine, dans la région administrative Grand Est.

## Géographie

### Communes limitrophes
| Seuil-d'Argonne        | Pretz-en-Argonne | Pretz-en-Argonne |
| Villotte-devant-Louppy | Vaubecourt       | Pretz-en-Argonne |
| Villotte-devant-Louppy | Lisle-en-Barrois | Lisle-en-Barrois |

### Hydrographie
La commune est traversée par la ligne de partage des eaux entre les régions hydrographiques « la Seine de sa source au confluent de l'Oise (exclu) » et « la Seine du confluent de l'Oise (inclus) à l'embouchure » au sein du bassin Seine-Normandie. Elle est drainée par l'Aisne, le ruisseau de Ribeaupuits, le ruisseau des Ecussons, le Fossé 03 de la commune de Vaubecourt, le Fossé 09 de la commune de Vaubecourt, l'Aisne, le ruisseau des Bourguignons, le ruisseau de Brouenne, le Fond de Champ Mont, le Sainsonrupt, le ruisseau d'Orne, le Fossé 04 de la commune de Vaubecourt, le Fossé 06 de la commune de Vaubecourt, le Fossé 07 de la commune de Vaubecourt, Vau le Moine et divers autres petits cours d'eau,.
L'Aisne est un  cours d'eau naturel navigable de 256 km de longueur, traversant les cinq départements Meuse, Marne, Ardennes, Aisne, Oise. Elle est un affluent de rive gauche de l'Oise, ce qui fait d'elle un sous-affluent de la Seine. 

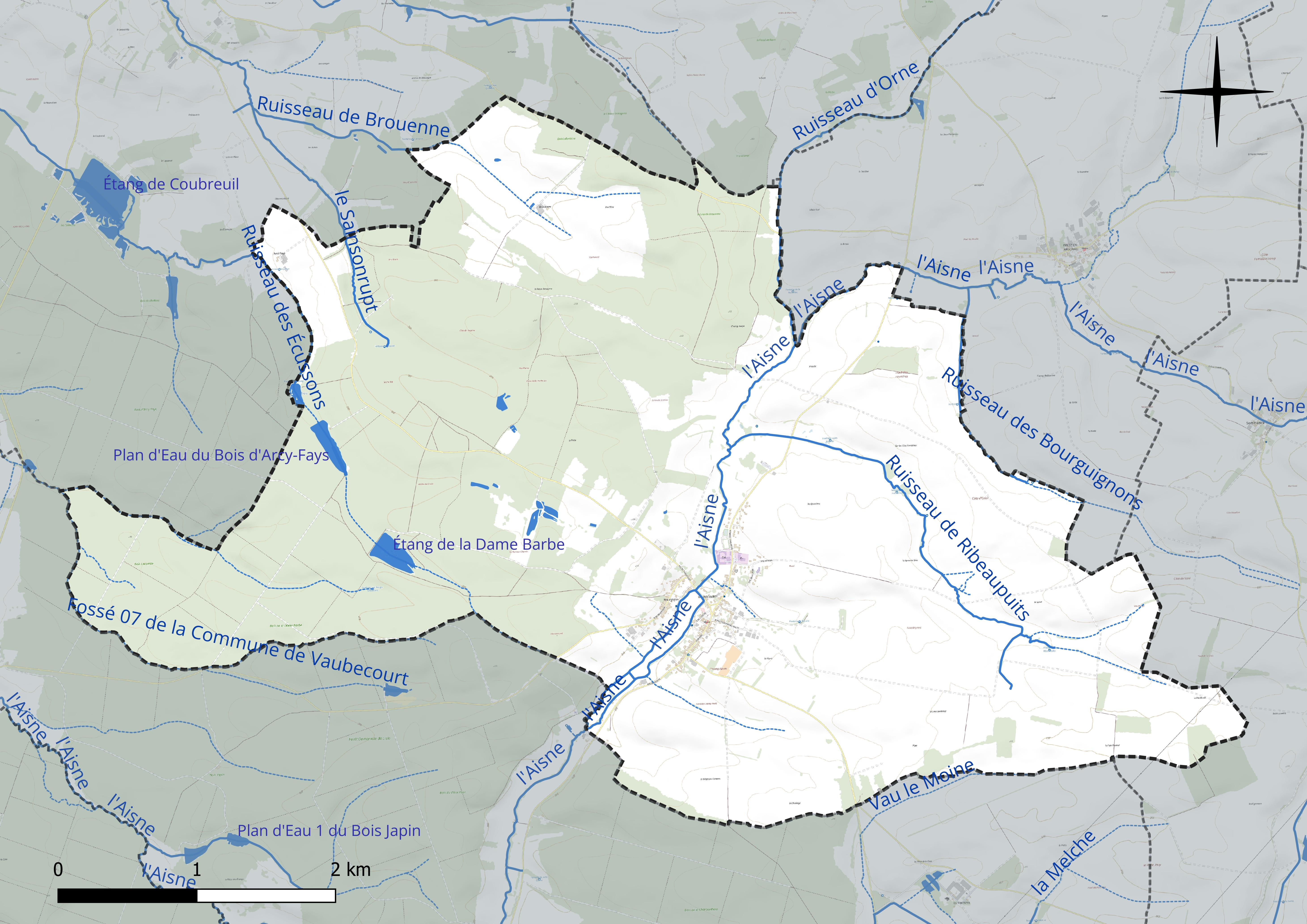
Réseau hydrographique de Vaubecourt.

Trois plans d'eau complètent le réseau hydrographique : le plan d'eau du Bois d'Arcy-Fays (3,6 ha), l'étang de la Dame Barbe (4,7 ha) et l'étang des Trois Morts, d'une superficie totale de 1 ha (1 ha sur la commune),.

### Climat
Pour des articles plus généraux, voir Climat du Grand Est et Climat de la Meuse.
En 2010, le climat de la commune est de type climat de montagne, selon une étude du Centre national de la recherche scientifique s'appuyant sur une série de données couvrant la période 1971-2000. En 2020, Météo-France publie une typologie des climats de la France métropolitaine dans laquelle la commune est exposée à un climat océanique altéré et est dans la région climatique  Lorraine, plateau de Langres, Morvan, caractérisée par un hiver rude (1,5 °C), des vents modérés et des brouillards fréquents en automne et hiver. 
Pour la période 1971-2000, la température annuelle moyenne est de 9,9 °C, avec une amplitude thermique annuelle de 15,9 °C. Le cumul annuel moyen de précipitations est de 966 mm, avec 13,5 jours de précipitations en janvier et 9,4 jours en juillet. Pour la période 1991-2020, la température moyenne annuelle observée sur la station météorologique de Météo-France la plus proche, « Triaucourt_sapc », sur la commune de Seuil-d'Argonne à 6 km à vol d'oiseau, est de 11,0 °C et le cumul annuel moyen de précipitations est de 796,7 mm. 
La température maximale relevée sur cette station est de 40,1 °C, atteinte le 25 juillet 2019 ; la température minimale est de −17,8 °C, atteinte le 20 décembre 2009,,. 
Les paramètres climatiques de la commune ont été estimés pour le milieu du siècle (2041-2070) selon différents scénarios d'émission de gaz à effet de serre à partir des nouvelles projections climatiques de référence DRIAS-2020. Ils sont consultables sur un site dédié publié par Météo-France en novembre 2022.

## Urbanisme

### Typologie
Au 1er janvier 2024, Vaubecourt est catégorisée commune rurale à habitat dispersé, selon la nouvelle grille communale de densité à sept niveaux définie par l'Insee en 2022.
Elle est située hors unité urbaine. Par ailleurs la commune fait partie de l'aire d'attraction de Bar-le-Duc, dont elle est une commune de la couronne,. Cette aire, qui regroupe 86 communes, est catégorisée dans les aires de 50 000 à moins de 200 000 habitants,.

### Occupation des sols
L'occupation des sols de la commune, telle qu'elle ressort de la base de données européenne d’occupation biophysique des sols Corine Land Cover (CLC), est marquée par l'importance des territoires agricoles (55,2 % en 2018), une proportion sensiblement équivalente à celle de 1990 (55,6 %). La répartition détaillée en 2018 est la suivante : 
forêts (42,9 %), terres arables (34,9 %), prairies (20,3 %), zones urbanisées (1,9 %). L'évolution de l’occupation des sols de la commune et de ses infrastructures peut être observée sur les différentes représentations cartographiques du territoire : la carte de Cassini (XVIIIe siècle), la carte d'état-major (1820-1866) et les cartes ou photos aériennes de l'IGN pour la période actuelle (1950 à aujourd'hui).

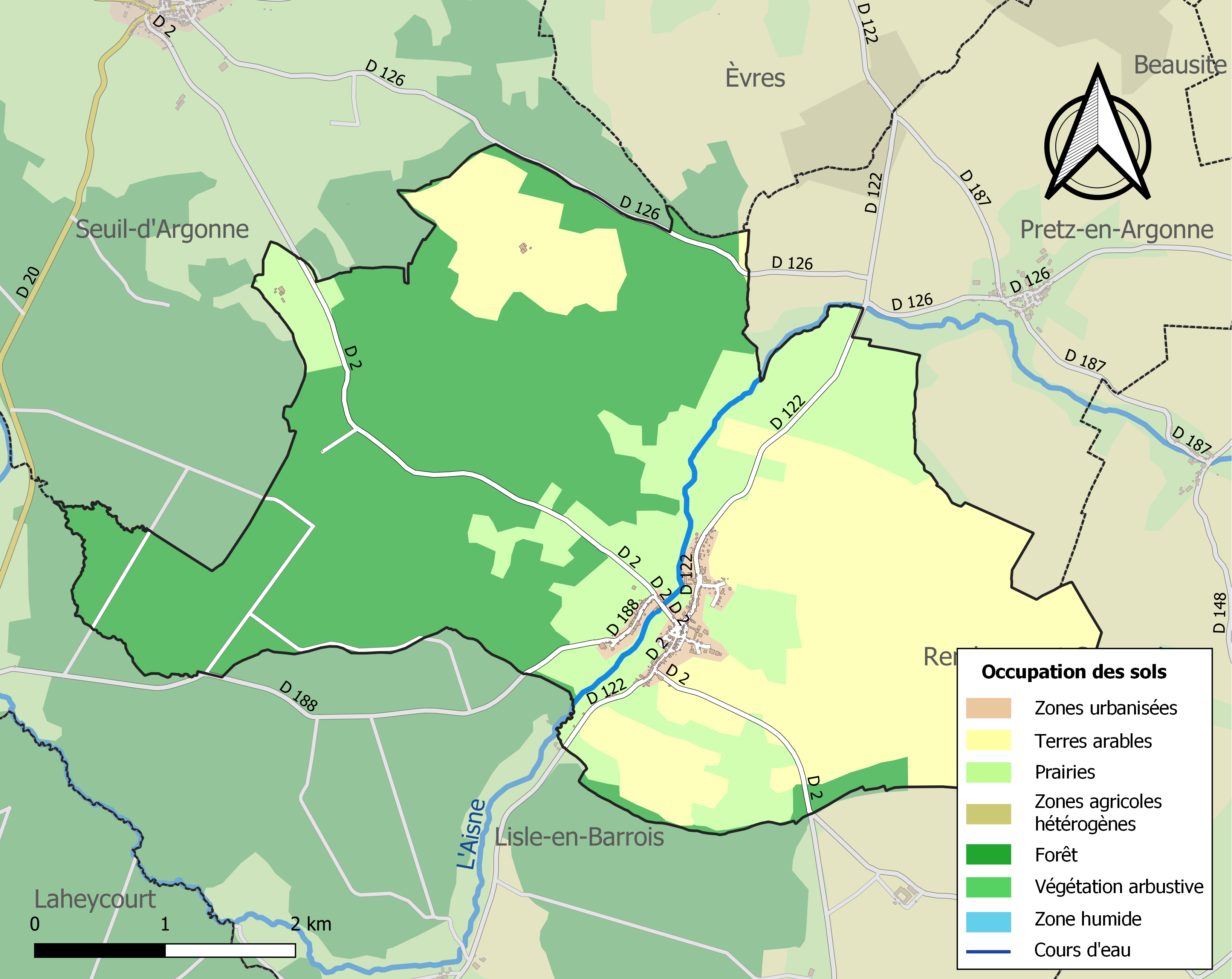
Carte des infrastructures et de l'occupation des sols de la commune en 2018 (CLC).

## Toponymie
Vuarbodi-curtis (1006), Warbucecourt (1220), Wabecourt (1321), Vaubecuria (1749), Varbodi-curtis (Don Calmet, 1756). Patois : Ouépcou.

## Histoire
Dès 1378, il existait, à Vaubecourt, une forteresse imposante qui fut brûlée, abattue et démolie par les troupes du roi de France, Louis XI. 
En 1437, une bande de 3 200 Routiers, connu sous le nom d'Écorcheurs, commandés par le bâtard de Bourbon, ravagèrent la Lorraine. Les seigneurs du conseil de Lorraine, aidés des troupes des évêques de Metz et de Toul tombèrent sur eux à Vaubécourt et en tuèrent ou en firent prisonniers 367. Le combat rendit la tranquillité dans la contrée.
En octobre 1633, Louis XIII érigea en comté la terre de Vaubécourt.
En juillet 1636, durant la guerre de Trente Ans, les troupes croates incendièrent le village de Riaucourt,.
Le 26 août 1870, durant la guerre franco allemande, une colonne de prussiens pilla Vaubecourt.
La Première Guerre mondiale à Vaubecourt: voir la thèse de Mickaël Mathieu.
Chemin de fer (XIXe siècle)

La ligne à voie métrique et unique de Revigny à Triaucourt passait par Vaubecourt (pour plus de détails, voir : Laheycourt, Revigny-sur-Ornain). Elle était surnommée le tramway, car elle longeait les routes, et familièrement le tacot. La ligne en provenance de Lisle-en-Barrois longe la route D 2, puis la quitte pour contourner le village par l'est. Elle franchit l'Aisne à une centaine de mètres au nord de l'embouchure du ruisseau de Rosière puis rejoint la D 2 à la sortie du village pour aller vers Triaucourt, La gare est un peu avant l'Aisne. Un embranchement de quatre km venant de Rembercourt (où passait la ligne Bar-le-Duc — Clermont-en-Argonne) rejoignait cette ligne sur la D 2 au niveau de la ferme des Merchines (les bâtiments de la gare de Lisle-en-Barrois y sont encore visibles). Cet embranchement est ouvert en 1893 et fermé en 1936.

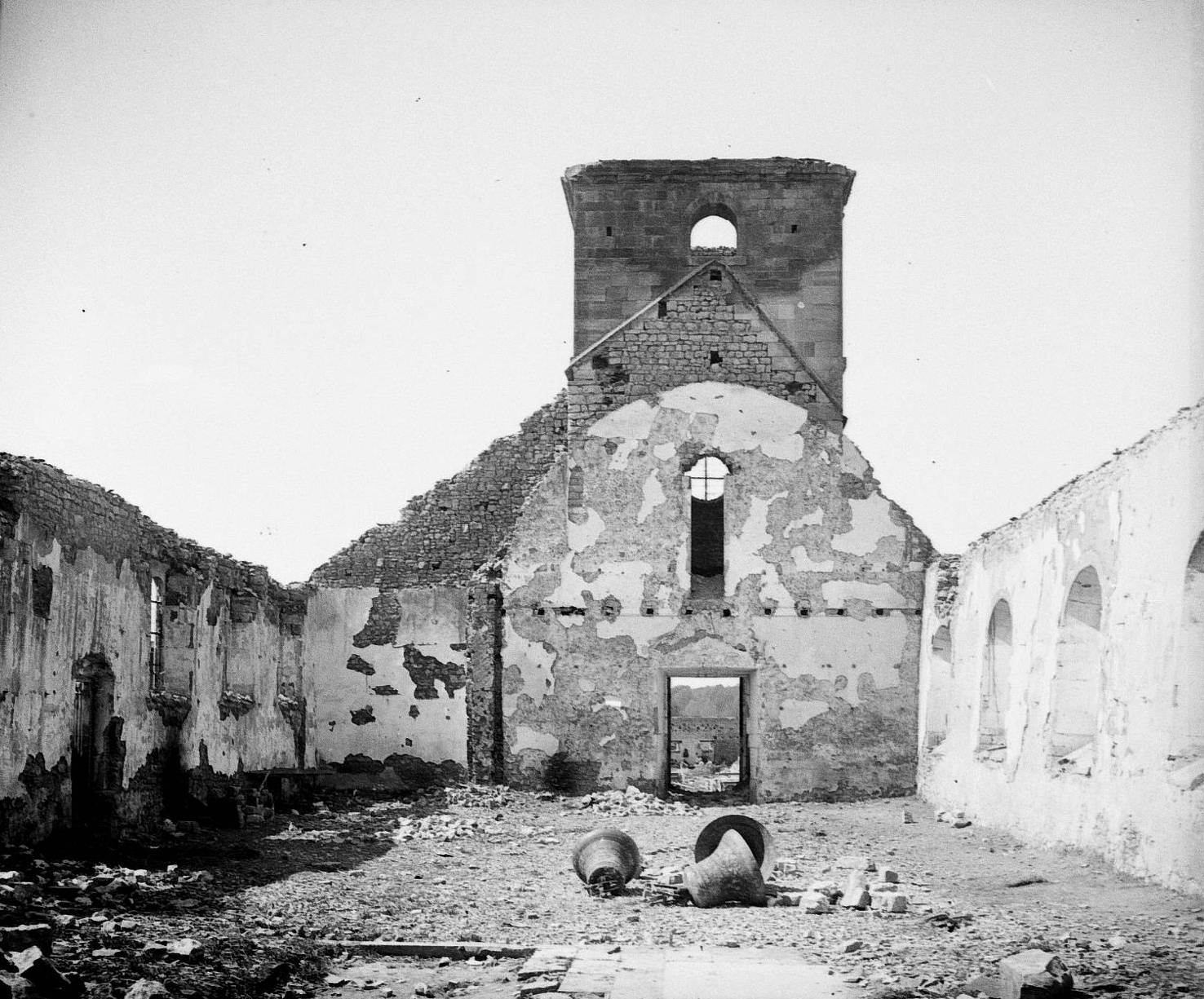
Église de Vaubecourt en ruines. Photographie de 1916 par Raoul Berthelé, Archives municipales de Toulouse.

## Politique et administration
| Période                                  | Période  | Identité      | Étiquette | Qualité                                               |
| ---------------------------------------- | -------- | ------------- | --------- | ----------------------------------------------------- |
| Les données manquantes sont à compléter. |          |               |           |                                                       |
| mars 2001                                | En cours | Martine Aubry |           | Fonctionnaire Présidente de la Communauté de communes |

## Population et société

### Démographie
L'évolution du nombre d'habitants est connue à travers les recensements de la population effectués dans la commune depuis 1793. Pour les communes de moins de 10 000 habitants, une enquête de recensement portant sur toute la population est réalisée tous les cinq ans, les populations de référence des années intermédiaires étant quant à elles estimées par interpolation ou extrapolation. Pour la commune, le premier recensement exhaustif entrant dans le cadre du nouveau dispositif a été réalisé en 2004.

En 2022, la commune comptait 314 habitants, en évolution de −0,63 % par rapport à 2016 (Meuse : −4,4 %, France hors Mayotte : +2,11 %).
| 1793  | 1800  | 1806  | 1821  | 1831  | 1836  | 1841  | 1846  | 1851  |
| ----- | ----- | ----- | ----- | ----- | ----- | ----- | ----- | ----- |
| 1 285 | 1 316 | 1 317 | 1 226 | 1 264 | 1 143 | 1 088 | 1 156 | 1 142 |

| 1856  | 1861  | 1866  | 1872 | 1876  | 1881 | 1886 | 1891 | 1896 |
| ----- | ----- | ----- | ---- | ----- | ---- | ---- | ---- | ---- |
| 1 058 | 1 095 | 1 030 | 946  | 1 020 | 957  | 934  | 876  | 802  |

| 1901 | 1906 | 1911 | 1921 | 1926 | 1931 | 1936 | 1946 | 1954 |
| ---- | ---- | ---- | ---- | ---- | ---- | ---- | ---- | ---- |
| 731  | 661  | 699  | 460  | 477  | 418  | 409  | 378  | 356  |

| 1962 | 1968 | 1975 | 1982 | 1990 | 1999 | 2004 | 2006 | 2009 |
| ---- | ---- | ---- | ---- | ---- | ---- | ---- | ---- | ---- |
| 303  | 280  | 280  | 258  | 248  | 260  | 281  | 290  | 325  |

| 2014 | 2019 | 2022 | - | - | - | - | - | - |
| ---- | ---- | ---- | - | - | - | - | - | - |
| 316  | 310  | 314  | - | - | - | - | - | - |

## Culture locale et patrimoine

### Lieux et monuments
Église Saint-Pierre-et-Saint-Paul

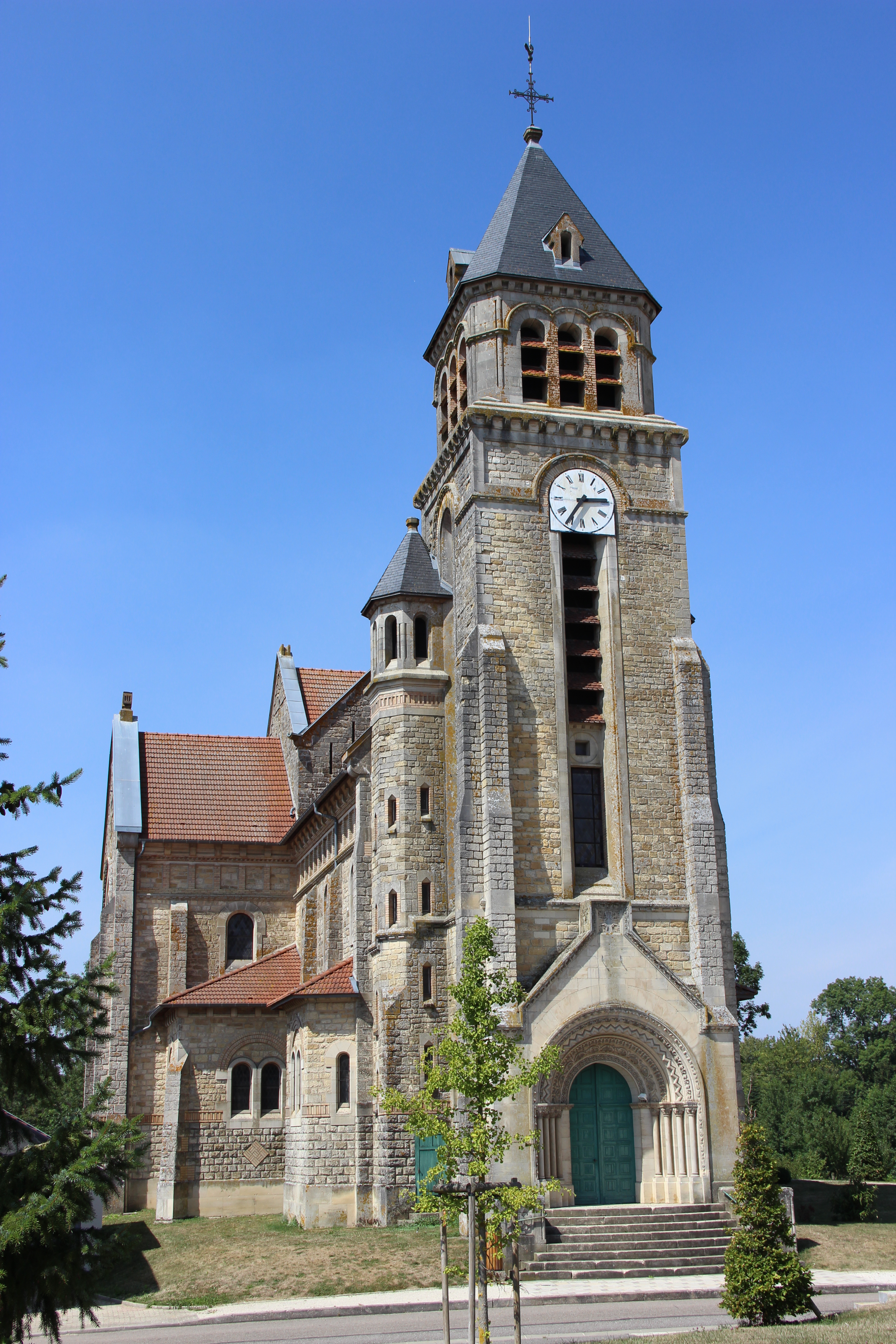
Église saint Pierre et saint Paul

Presque entièrement détruite pendant la Première Guerre mondiale, elle fut reconstruite en style néo-roman, alliant briques et moellons. Édifice ample en hauteur et volumes.
Chemin de croix, par Michel-Adrien Servant (1885-1949), peintre, surtout actif en Normandie. Vitraux de William Geisler, peintre-vitrailliste Art Nouveau à Nancy. Autels latéraux par Duillio Donzelli (1882-1966), peintre, auteur de fresques dans de nombreuses églises de Meuse. Trois cloches (classées MH) en acier coulé avec battants en fer forgé et jougs en bois, qui chantent le La, Si, et Do dièse, réalisées en 1860 par le fondeur Jacob Holtzer, d'Unieux (Loire). Le matériau est inhabituel pour des cloches, mais permet de réduire le coût par rapport au bronze. Le fondeur Holzer était spécialiste des aciers, et fabriquait les cloches suivant le brevet Meyer pour le moulage de l’acier (mis au point à Bochum (Rhur)). Il a réalisé quelques centaines de cloches en France.

### Personnalités liées à la commune
- La Maison de Nettancourt qui était duc et comte de Vaubecourt

### Héraldique
| Blason de Vaubecourt | Blason  | De gueules aux trois casques d'argent tarés de profil. |
| Blason de Vaubecourt | Détails | Le statut officiel du blason reste à déterminer.       |